# Space Pilot 3000
«Space Pilot 3000» (укр. «Космічний пілот 3000») — перша серія першого сезону анімаційного серіалу «Футурама», що вийшла в ефір у Північній Америці 28 березня 1999 року.
Автори сценарію: Девід Коен і Мет Ґрейнінґ.
Режисери: Річ Мур і Грег Ванзо.
Прем'єра в Україні відбулася 14 квітня 2007 року.

## Сюжет
У новорічну ніч з 31 грудня 1999 року на 1 січня 2000 року посильний з доставки піци Філіп Фрай випадково потрапив до кріогенної камери, доставляючи піцу за фальшивим замовленням до Лабораторії прикладної кріоніки у Нью-Йорку (як виявляється пізніше, замовлення було зроблене Жуйкою). Фрай, як з'ясовується, ненавидить своє життя, страждає від матеріальної скрути, а його дівчина Мішель зраджує його. Пролежавши в замороженому стані 1000 років, Фрай опиняється в місті Новий Нью-Йорк 31 грудня 2999 року, де постає перед службовцем з визначення долі, на ім'я Туранґа Ліла.
Незадоволений тим, що на нього знов чекає кар'єра посильного, згідно з «робочим чипом», Фрай тікає в місто, переслідуваний Лілою. Намагаючись відшукати свого багато-разів-праонучатого племінника професора Х'юберта Фарнсворта, Фрай знайомиться з суїцидально-налаштованим роботом Бендером — знайомство відбувається в черзі до будки самогубств, яку Фрай приймає за телефонну будку. Після розмови з Бендером у барі, друзі ховаються від переслідувачів у Музеї голів, де зустрічають багатьох відомих людей у вигляді голів, що зберігаються у банках. Згодом Фрай і Бендер опиняються в підземеллі серед руїн старого Нью-Йорка, де Фрай переживає напад суму і ностальгії за втраченим життям у XX столітті. Раптово з'являється Ліла, яка, замість того, щоби імплантувати робочий чип Фраю, вилучає свій власний чип і стає дезертиром, так само як Фрай і Бендер.
Трійця дезертирів знаходить родича Фрая професора Фарнсворта, старого божевільного вченого і власника компанії «Міжпланетний експрес». Рятуючись від переслідування поліції, всі четверо тікають у відкритий космос на кораблі, що належить професорові. Спроба поліції збити корабель лазерною гарматою виявляється невдалою через те, що на заваді стають святкові новорічні феєрверки. На борту корабля професор пропонує Фраю, Бендеру і Лілі стати новою командою корабля і працівниками компанії з доставки вантажів «Міжпланетний експрес». Попри те, що обов'язки на новій роботі фактично являють собою обов'язки посильного, Фрай почувається щасливим.

## Послідовність дії
У сюжеті першої серії є кілька елементів, що є підготовкою подій, які отримають розвиток у пізніших серіях. В момент, коли Фрай падає у морозильну камеру, глядач бачить дивну тінь на підлозі та стіні під столом. У серії «The Why of Fry» з'ясовується, що ця тінь належить Жуйці, який навмисне штовхнув Фрая в морозильник задля реалізації складного плану. Виконавчий продюсер Девід Коуен стверджує, що задум про складну змову, яка стоїть за подорожжю Фрая в майбутнє, існував на самому початку створення серіалу. Невеличку, але, в результаті, вагому зміну плину подій можна спостерігати в серії «Jurassic Bark», де поруч із тінню Жуйки видно тінь самого Фрая. Також у цій серії можна бачити третє око Жуйки, що визирає зі сміттєвого кошика.
Наприкінці серії професор Фарнсворт пропонує Фраю, Бендеру і Лілі посади у своїй компанії. Для цього професор вручає їм робочі чипи, дістаючи їх із конверта з написом «Вміст шлунка космічної оси». У пізнішій серії «The Sting» команда «Міжпланетного експреса» знаходить рештки попередньої команди в космічному вулику.

## Виробництво
В оригінальній версії першої серії фігурував «Аеропорт імені Джона Кеннеді-молодшого» — натяк на велику кількість установ, названих на честь президента Кеннеді після його вбивства. Після загибелі Дж. Кеннеді-молодшого в авіакатастрофі, ця фраза була переозвучена, проте оригінальний текст зберігся на DVD, а також у багатьох перекладених іншими мовами версіях серіалу (в тім числі й в українській версії).

## Цікаві факти
1. Оскільки Ліла стає капітаном корабля, назва епізоду відноситься саме до неї.
2. Перший кадр Нового Нью-Йорка був  першим експериментом з використанням тривимірної анімації в даному серіалі.
3. Ліла є офіцером серії 1BDI (особа, яка має тільки одне око).
4. Художники-мультиплікатори витратили понад два роки, щоб створити  зовнішній вигляд персонажів.
5. Це перший з трьох епізодів, де немає доктора Зойдберга, інші «Марсіанський  університет» та «Бренніган, почни спочатку».
6. Чужорідну мову вигадану сценаристами для даного епізоду, була повністю розгадана фанатами після першого ж ефіру.
7. Коли Фрай доставляє піцу, він проходить повз вивіску китайською мовою. У перекладі на англійську  виходить словосполучення «young  women» (молоді жінки).
8. Незважаючи на те, що події  в даному епізоді відбуваються 31.12.1999, прем'єра відбулася в березні 1999.

## Пародії, алюзії
- Космічні кораблі, які руйнують місто мають схожість з тими кораблями, що в Війні світів (фільм, 1953).
- Перша сцена, в якій Фрай вчить хлопця грати в відеоігри, є посиланням на Військові ігри.
- За словами Гроунінга, натхненням для створення кабіни самогубства був мультфільм про Дональда Дака «Сучасні винаходи» 1937 року, в якому Дональд зустрічається з різними кнопковими пристроями музею майбутнього, які кілька разів майже його не вбили.

На Зоряні війни 
- Поліцейські, що намагаються заарештувати Фрая в музеї голів, використовують зброю, що нагадує світлові мечі з «Зоряних війн», проте вони не є смертоносними, як у джедаїв.
- Зліт корабля «Міжпланетного експреса» нагадує манеру зльоту корабля «Тисячолітній Сокіл», як і в «Зоряні війни: Імперія завдає удару у відповідь».
- Вигляд Нового Нью-Йорка має схожість з Коррусантом з фільму «Зоряні війни: Прихована загроза».
- У барі Бендер п'є алкогольний напій під назвою «Старий Фортран».
- Серед голів відомих людей у музеї голів помітно голову одного з творців серіалу Мета Ґрейнінґа.
- Репліка Фрая, якої відкривається серія пародіює вступний текст до серіалу «Зоряний Шлях»: («Космос… здається, він безмежний…»). Музичне оформлення цього епізоду також запозичене з «Зоряного Шляху».
- Коли Фрай перебуває в кріогенній камері, ми бачимо за вікном швидку зміну дня і ночі — пародію на сцени з фільму 1960 року за романом Герберта Веллса «Машина часу».
- Коли Фрай подорожує скляною трубою під водою, в кадрі з'являється триока риба Мигайко з «Сімпсонів».

## Особливості українського перекладу
- Адресат фальшивого замовлення піци, через яке Фрай потрапляє до лабораторії прикладної кріоніки, має ім'я «I.C. Wiener», де «I.C.» є розповсюдженим скороченням для «I see» («я бачу»), а wiener (дослівно - сосиска) — достатньо розповсюджена назва члена. В українській версії ім'я адресата — Головач Лєна (популярний жартівливий вираз) — гра слів на ту саму тему.
- Мовлення голови «Прикладної кріоніки», шефа Ліли, відрізняється аграматичністю і цим нагадує мовлення Гермеса.
- Не зважаючи на те, що «фірмова» фраза Бендера «Bite my shiny metal ass!» буквально означає «Вкуси мій блискучий металевий зад!», в українському перекладі вона звучить як «Поцілуй мій блискучий металевий зад!». У подальших серіях саме ця версія перекладу послідовно повторюється.
- У цій серії будка самогубств називається «суїцидним боксом».